# Battaglia di Aliarto
La battaglia di Aliarto fu combattuta nel 395 a.C. tra Tebe e Sparta; i Tebani, tentando di prendere la cittadina di Aliarto, sconfissero il contingente spartano guidato dal famoso Lisandro, che fu ucciso nello scontro. La battaglia segnò l'inizio della guerra di Corinto, conclusasi nel 387 a.C.

## Antefatto
Nel 396 o 395 a.C. Timocrate di Rodi, ambasciatore del satrapo persiano Farnabazo, giunse in Grecia. La sua missione consisteva nella promessa di un finanziamento persiano e il sostegno agli stati maggiori della Grecia in caso di dichiarazione di guerra a Sparta, la quale minacciava continuamente con l'esercito condotto da Agesilao, la propria satrapia. Dal momento che le azioni militari aggressive e unilaterali di Sparta avevano irritato molti dei suoi alleati, la prospettiva di sostegno persiano era sufficiente per indurre un certo numero di Stati, in particolare Tebe, a muovere guerra contro Sparta.
Invece di intraprendere subito operazioni offensive, i Tebani decisero di cominciare una guerra indiretta; di conseguenza convinsero i Locresi a compiere delle scorrerie in Focide, alleata degli Spartani.
Tebe, alleata della Locride, fu obbligata ad assistere questa nel conflitto iniziato; la Focide, nel frattempo, si appellò alla sua alleata, Sparta. Gli Spartani, vedendo nel conflitto la possibilità di punire i Tebani, che erano sempre più insofferenti nei confronti di Sparta, decisero di effettuare una grande campagna militare contro Tebe.
Nel frattempo i Tebani avevano inviato messi per chiedere aiuto ad Atene; fu così stipulata un'alleanza perpetua tra gli Ateniesi e i Beoti.

## Svolgimento
L'intervento spartano promosse un'offensiva in Beozia. Vennero organizzati due eserciti, uno comandato da Pausania, composto da truppe spartane e peloponnesiache, e l'altro da Lisandro, composto dai Focesi e dagli altri alleati del nord-ovest della Grecia; le due armate si sarebbero ricongiunte nei pressi di Aliarto per effettuare un attacco coordinato.
Pausania, tuttavia, impiegò più tempo del previsto per arrivare al punto stabilito; quindi Lisandro arrivò ad Aliarto con le sue truppe, mentre Pausania era ancora a diversi giorni di distanza.
Non volendone aspettare l'arrivo, Lisandro, in cerca di gloria, marciò con il suo esercito fino alle mura di Aliarto. Fallito il tentativo di prendere la città provocando una ribellione, lanciò un assalto alle mura. Una forza tebana di considerevoli dimensioni, però, si trovava nelle vicinanze, forse all'insaputa di Lisandro; questa divisione si recò in fretta ad assistere i difensori della città.
Nel combattimento sotto le mura di Aliarto l'esercito di Lisandro fu sconfitto e lo stesso comandante fu ucciso. I Tebani, tuttavia, inseguirono i soldati allo sbando troppo a lungo e, quando arrivarono ad un territorio accidentato e ripido, i soldati in fuga si voltarono e costrinsero i Tebani a ritirarsi, infliggendo loro pesanti perdite.
Questa ritirata scoraggiò momentaneamente i Tebani, ma il giorno seguente i resti dell'esercito di Lisandro si sciolsero ed ogni contingente ritornò al proprio paese d'origine.

## Conseguenze
Alcuni giorni dopo la battaglia Pausania raggiunse Aliarto con il suo esercito. Volendo recuperare i corpi di Lisandro e degli altri uccisi in battaglia, chiese una tregua, che i Tebani accettarono di concedere solo a condizione che i nemici se ne andassero dalla Beozia. Pausania accettò questa condizione e, raccolti i corpi dei morti, tornò a Sparta.
Al suo ritorno la fazione che parteggiava per Lisandro lo fece processare per essere arrivato in ritardo e per non essere stato in grado di attaccare al suo arrivo; Pausania, capendo che sarebbe stato condannato e giustiziato, se ne andò in esilio.
L'esilio di Pausania, insieme alla morte di Lisandro, tolse dalla scena greca due dei tre principali generali e politici spartani, lasciando solo Agesilao, che dettò la politica spartana per gli anni a venire.
La battaglia di Aliarto diede inizio alla guerra di Corinto, che si protrasse dal 395 a.C. al 387 a.C.. I combattimenti ripresero nell'anno seguente, quando Tebe ed Atene, allora aiutate da Corinto e Argo, si scontrarono con gli eserciti spartani a Nemea e a Coronea, e continuarono a combattere nel Mar Egeo e nel resto dell'Istmo di Corinto fino alla fine della guerra.
Questa guerra non addusse benefici duraturi a nessuno Stato, fuorché alla Persia, che aveva istigato il conflitto; sollevando problemi in Grecia, i Persiani riuscirono a costringere Agesilao a ritirarsi con il suo esercito dalla Ionia, e alla fine della guerra furono in una posizione tale da poter dettare i termini della pace.